# 夢よひらけ
『夢よひらけ』（ゆめよひらけ）は、狩人の弟・加藤高道が上京したときのことを歌った歌。作詞者は加藤文子、作曲者は加藤久仁彦。作詞者の加藤文子は、狩人の実母。
詞の内容は、1975年（昭和50年）に主人公である「私」が夫と子供（高道）とともに、愛知県岡崎市の家を引き払い、東京駅で（先に上京していた息子・久仁彦の）迎えを受けるところから始まる。両親は浅草に住み込み先を見つけてそこで暮らし、息子二人の夢（歌手として成功すること）が開くことを祈る。そして、1977年（昭和52年）二人はあずさ2号で歌手としてデビューし、ようやく人並みの暮らしができる幸せを得るというものである。
詞のあちこちに親が我が子の成功を祈る心情が事細かに描写されている。

## 裏話
加藤久仁彦が自身のコンサート等で語った話によると、加藤文子は自身がファンだった水前寺清子の代表曲の一つ三百六十五歩のマーチをイメージして
作詞したそうである。そのため作曲するにあたって、文子から同曲を思い起こさせるような明るい曲調にしてくれるように注文をつけられたが、久仁彦自身の判断で現行の落ち着いた曲調となった。

## 夢よひらけを収録しているCD
- 狩人　ベストセレクション~今の君なら誰だって愛したい~（Y.Jサウンズ）
- 狩人　ニュー・ベスト（Y.Jサウンズ）